# Porcellionides istanbulensis
Porcellionides istanbulensis är en kräftdjursart som först beskrevs av Karl Wilhelm Verhoeff1943.  Porcellionides istanbulensis ingår i släktet Porcellionides och familjen Porcellionidae. Inga underarter finns listade i Catalogue of Life.